# Валле-Салімбене
Валле-Салімбене (італ. Valle Salimbene) — муніципалітет в Італії, у регіоні Ломбардія, провінція Павія.
Валле-Салімбене розташоване на відстані близько 450 км на північний захід від Рима, 34 км на південь від Мілана, 7 км на схід від Павії.
Населення — 1510 осіб (2014).

## Демографія
Населення за роками:

Станом на 1 січня 2023 року в муніципалітеті офіційно проживали 123 іноземці з 19 країн, серед них 45 громадян країн Євросоюзу та 28 громадян України.

## Сусідні муніципалітети
- Альбуццано
- Кура-Карпіньяно
- Лінароло
- Павія
- Травако-Сіккомаріо